# Rhabdotorrhinus
Rhabdotorrhinus es un género de aves bucerotiformes de la familia Bucerotidae propias de Sondalandia, las Célebes y Filipinas. Son conocidas vulgarmente como cálaos.

## Especies
Se reconocen las 4 siguientes especies:
- Rhabdotorrhinus waldeni (Sharpe, 1877)
- Rhabdotorrhinus leucocephalus (Vieillot, 1816)
- Rhabdotorrhinus exarhatus (Temminck, 1823)
- Rhabdotorrhinus corrugatus (Temminck, 1832)